# یورگن زیمون
یورگن زیمون (انگلیسی: Jürgen Simon; ۱۰ ژانویهٔ ۱۹۳۸ – ۲۶ اکتبر ۲۰۰۳) دوچرخه‌سوار اهل آلمان بود.
وی در مسابقات کشوری و بین‌المللی در مجموع برندهٔ ۱ مدال نقره شده‌است.